# Fibrilace síní
Fibrilace síní je srdeční arytmie, jejímž podkladem je kroužení elektrických vzruchů v obou srdečních předsíních po měnících se okruzích. Důsledkem jsou chaotické, nepravidelné stahy svalových vláken a tím pádem ztráta koordinované činnosti srdečních předsíní, tedy i ztráta jejich čerpací funkce. Krev ze srdečních předsíní do komor proudí při otevřené mitrální chlopni a trikuspidální chlopni pasivně po tlakovém gradientu bez aktivního příspěvku síňového stahu. Na srdeční komory se vzruch šíří nepravidelně převodním systémem (atrioventrikulárním uzlem). U jinak zdravého převodního systému pak dochází k nepravidelné, většinou rychlé srdeční akci.
Fibrilace síní má podobný název jako fibrilace komor, která však bezprostředně ohrožuje život, protože dochází k  okamžité zástavě oběhu.

## Výskyt
Je nejčastější významnou srdeční arytmií. Její výskyt stoupá s věkem nemocného – mezi 60 a 70 lety se objevuje v některé své formě u 5 % lidí, u pacientů nad 80 let již u více než 10 % populace.
Výskyt fibrilace síní má v posledních letech až desetiletích vzestupnou tendenci. Podle hospitalizačního registru pacientů v USA došlo v období mezi lety 1985 a 1999 k dvojnásobnému až trojnásobnému zvýšení hospitalizace pro fibrilaci síní. Je pravděpodobné, že stoupající výskyt souvisí se stárnutím populace a delším přežíváním pacientů se srdečními nemocemi.

## Příčiny
Rozlišuje se idiopatická fibrilace síní, která není spojena se zjevným srdečním onemocněním ani jinými známými vyvolávajícími faktory. Tato se vyskytuje u jinak zdravých, mladších osob, celkem tvoří asi 10 % všech případů fibrilace síní. Rodinný výskyt u části těchto nemocných ukazuje na možné genetické příčiny.
Častěji se fibrilace síní vyskytuje u osob se srdečními nemocemi, zejména těmi, které vedou ke zvětšení objemu levé srdeční předsíně, což bývá spojeno s změnou struktury její stěny, zejména zvýšením obsahu vaziva. Typicky to bývá u chlopenních vad či poruše funkce srdečních komor v důsledku zhoršeného prokrvení (ischemická choroba srdeční) či kardiomyopatiích.
Studie ukazují na zvýšené riziko výskytu této arytmie u nemocných s vysokým krevním tlakem, cukrovkou, obezitou, metabolickým syndromem či poruchami dýchání ve spánku (syndrom spánkové apnoe). Přesný mechanizmus vzniku fibrilace v souvislosti těmito nemocemi zatím není dořešen, ale i u těchto stavů dochází vesměs ke zvýšení objemu levé předsíně.
V menší části případů je fibrilace síní také projevem jiného onemocnění mimo srdce, například při nadměrné činnosti štítné žlázy (thyreotoxikóze), plicní embolii, závažnějších nemocích plic, těžkých celkových infekcích, nadměrném požívání alkoholu či některých otravách.
Další část případů je zapříčiněna průchodem elektrickým proudem (častěji střídavým, kdy je větší šance "setkat se" s T fází) a minimum úderem blesku.

## Klasifikace
Dělení je možné z celé řady hledisek, pro praxi důležité dělení podle příčiny (viz v této části článku) a dělení se podle časového průběhu
- první dokumentovaná ataka fibrilace síní
- paroxysmální – přichází v záchvatech, které vznikají náhle, končí samovolně do sedmi dnů. Jinak v mezidobí srdce pracuje v normálním (sinusovém) rytmu
- perzistující – přichází také v záchvatech, ty ale trvají déle než sedm dní nebo je k jejich ukončení třeba lékařského zákroku.
- permanentní – trvale přítomna (srdce stále běží nepravidelně)

## Příznaky a komplikace
- subjektivně vnímaná nepravidelnost tepu – většinou jako rychlé nepravidelné bušení srdce. Mnoho pacientů zejména u chronického průběhu však arytmii vůbec nevnímá, bývá pak i náhodným nálezem při vyšetření z jiného důvodu.
- projevy zhoršené čerpací schopnosti – rozvoj srdečního selhání, které se projeví obvykle dušností, případně celkovou slabostí, nevýkonností, případně až plicním edémem. Dochází k němu snadněji u srdce jinak nemocného (například při chlopenní vadě či ischemické chorobě srdeční). Sama dlouhodobě trvající fibrilace síní s rychlou srdeční frekvencí může vést k poškození funkce srdečního svalu (k tzv. tachykardické kardiomyopatii).
- projevy embolizace – v důsledku zpomaleného toku krve síněmi dochází ke snadnějšímu srážení krve zejména ve výběžku zvanému ouško síně. Odtud se může část sraženiny uvolnit a je krevním tokem zanesena do některé z tepen, zásobujících například mozek, končetiny či vnitřní orgány. To se projeví poruchou prokrvení v oblasti zásobené příslušnou ucpanou cévou – nejčastěji jako cévní mozková příhoda či náhlý uzávěr končetinové tepny.

## Diagnostika

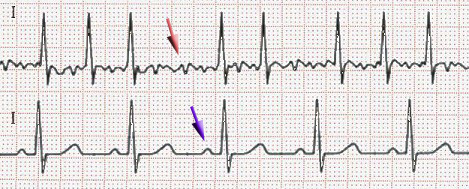
Rozdíl mezi EKG křivkou u fibrilace síní (nahoře) a sinusového rytmu (dole)

Základem pro rozpoznání arytmie je EKG křivka. Typické na ní je absence P vln (které odpovídají normální aktivitě předsíní), jež jsou nahrazeny nepravidelnými fibrilačními vlnkami, a nepravidelně se objevující QRS komplexy, které odpovídají aktivitě srdečních komor. Při dostatečné zkušenosti vyšetřujícího lze s velkou pravděpodobností vyslovit podezření na fibrilaci síní již klinickým vyšetřením – poslechem srdečních ozev, pohmatem pulzací tepen a měřením krevního tlaku, kdy je typický zcela nepravidelný různě plněný puls.
K průkazu záchvatovité formy fibrilace síní se používá dlouhodobější monitorování EKG. Nejčastěji jde o 24hodinové monitorování (tzv. EKG Holter), kdy má nemocný nalepené elektrody na hrudníku a snímání je prováděno „krabičkou“ zavěšenou u pasu. Existují také záznamové systémy, které si nemocný přikládá jen v době potíží či implantabilní záznamníky, které se zašijí z malého řezu pod kůži a dovolují monitorování až po dobu tří let. Tyto jsou vhodné zejména u pacientů s řídkým výskytem arytmie.
Součástí vyšetření zejména u osob s prvně zachycenou arytmií je ultrazvuk srdce, který umožní posoudit strukturální změny na srdci, například chlopenní vady, rozšíření předsíní či poruchu funkce srdečních komor, které bývají častěji spojeny s fibrilací síní. Přesnější zhodnocení včetně průkazu krevních sraženin v předsíních umožní jícnová echokardiografie, kdy se ultrazvuková sonda zavádí do jícnu a je v těsné blízkosti srdečních předsíní. Laboratorní vyšetření krevního vzorku umožní vyloučit thyreotoxikózu – nadprodukci hormonů štítné žlázy, která také bývá možnou příčinou fibrilace síní.

## Léčba
Léčba fibrilace síní především záleží na formě onemocnění (paroxyzmální, perzistující, permanentní) , jejím trvání, případném vyvolávajícím stavu a doprovázejících onemocněních a eventuálních komplikacích arytmie. Na prvním místě je nutno zvážit, zde je fibrilace síní projevem jiného akutního léčitelného onemocnění a začít léčit tuto základní nemoc.
V ostatních případech (což je většina) je obecně snaha o úpravu srdečního rytmu – tedy zrušení fibrilace síní a nastolení normálního (sinusového) rytmu. Tento zákrok se označuje jako kardioverze. Ve značné části případů k ní dochází samovolně (spontánní kardioverze), dále ji lze dosáhnout pomocí léků ovlivňujících vznik a šíření srdečního vzruchu (antiarytmik), což je označováno jako medikamentózní kardioverze, či elektrickým výbojem, tedy elektrickou kardioverzí. Elektrická kardioverze se provádí zejména při selhání pokusu o medikamentozní kardioverzi, při delším trvání arytmie či v případě, že nemocný arytmii netoleruje, hrozí srdeční selhání a nutné dosáhnout rychlého efektu. Před kardioverzí, zejména pokud arytmie trvala déle než 48 hodin, je nutné vyloučit přítomnost sraženin v srdečních předsíních, neboť po výkonu hrozí jejich vmetení do krevního oběhu. Alternativou je dostatečně dlouhé předléčení nemocného léky, které snižují srážlivost krve a přispívají k „rozpouštění“ sraženin (tedy pomocí antikoagulancií). Ty je nutno také podávat nějakou dobu po úspěšné kardioverzi. Elektrická kardioverze se provádí v krátkodobém uspání, neboť výboj je pro nemocného velmi nepříjemný.
V další fázi jde o udržení sinusového rytmu – tedy zabránění opakovaného záchvatu arytmie. To je důležité z hlediska předcházení možných komplikací – embolizace i srdečního selhávání. Zde se uplatňují tradičně a na prvním místě antiarytmika (zejména propafenon, amiodaron, sotalol, dronedaron, betablokátory). Léky jsou účinné asi u 70 až 80 % případů. Obecně se však s délkou trvání nemoci efekt antiarytmik snižuje. V poslední době se tak čím dál více uplatňují u nemocných s nedostatečným efektem léků další metody – katetrizační ablace či chirurgické řešení. Při katetrizačních metodách jsou k srdci přes cévy (po jejich napíchnutí v třísle či oblasti krku) zaváděny ohebné nástroje, které umožňují měření elektrické aktivity v srdci i aplikaci vysokofrekvenčního elektrického proudu cíleně do určitého okrsku tkáně. Zahřátí tkáně vede k jejímu zničení. Série aplikací takového proudu umožní elektricky izolovat oblasti, z nichž je nejčastěji arytmie spouštěna, což těmto vzruchům znemožní další šíření po srdci. Touto oblastí je především svalovina v okolí vyústění plicních žil do levé předsíně. Tento katetrizační výkon je složitější než katetrizační léčba jiných arytmií a dochází po něm k opakování fibrilace u 20 až 30 % nemocných. Podle potřeby je možné jej opakovat. Během operace na otevřeném srdci (například při náhradě srdečních chlopní ci operaci srdečního by-passu je možné u pacientů s fibrilací síní provést sérii nářezů na síních, které rozruší dráhy krouživého vzruchu (procedura označovaná jako Cox-maze).. Dnes se tato procedura provádí na většině kardiochirurgických pracovišť rutinně u většiny pacientů, kteří jsou operování z jiných důvodů. Výkon je prováděn nejčastěji pomocí radiofrekvenční energie nebo mražením - kryoablací, neboť takto provedená operace nabízí srovnatelné výsledky při menších komplikacích a kratší délce operačního zákroku.
U řady nemocných je výhodnější ponechat arytmii trvale (permanentní fibrilace) a pouze předcházet komplikacím. Jedná se především o pacienty starší, s dlouhodobým trváním záchvatovité formy, které postupně přestává reagovat na léky a vysoké dávky antiarytmik u těchto nemocných představují riziko komplikací, nebo se u nich již vůbec nepodaří kardioverzí obnovit sinusový rytmus, dále obecně starší pacienti, kteří arytmii vůbec nevnímají. Ponechání fibrilace síní u těchto nemocných je méně rizikové než snaha o udržení sinusového rytmu za každou cenu. V léčbě je pak nutné podávat léky, které zabraňují rychlé srdeční frekvenci tím, že ovlivněním atrioventrikulárního uzlu omezují převod vzruchů z předsíní na komory. Jsou to zejména léky ze skupiny betablokátorů, některé kalciové blokátory či digoxin. U části starších nemocných však i bez této léčby není srdeční akce zrychlená a pak není nutno je podávat. Dále je u nemocných s trvající fibrilací síní potřeba podávat léky ke snížení srážlivosti krve, aby se předešlo embolickým komplikacím. Je nutno zvážit riziko embolizace na jedné straně a riziko krvácení při protisrážlivé léčbě na straně druhé a podle toho nasadit účinnější léčbu antikoagulační, méně účinnou (ale také méně rizikovou) léčbu antiagregační či nemocné s velkým rizikem krvácení ponechat bez protisrážlivé léčby. K odhadu rizika se používá několik škálovacích systému. Z antikoagulancií se používá tradičně warfarin, nově také dabigatran nebo v injekční formě podávané nízkomolekulární hepariny. Z antiagregancií je to především kyselina acetylsalicylová (např. preparát Anopyrin).
U nemocných, u nichž se zjistila souvislost fibrilace síní s jiným vyvolávajícím onemocněním, je nutno řešit základní onemocnění. Také je nutné snažit se ovlivnit rizikové faktory onemocnění.

## Prognóza
Nemocní s fibrilací síní mají dvojnásobně vyšší úmrtnost než srovnatelní nemocní se sinusovým rytmem. Prognóza může být podstatně ovlivněna léčbou.